# Schizopygopsis malacanthus
Schizopygopsis malacanthus är en fiskart som beskrevs av Herzenstein, 1891. Schizopygopsis malacanthus ingår i släktet Schizopygopsis och familjen karpfiskar. Inga underarter finns listade i Catalogue of Life.